# Giovanni Antonio Cappello
Giovanni Antonio Cappello (Brescia, 1669 – Brescia, 1741) è stato un pittore italiano.

## Biografia
Si forma in gioventù compiendo studi di disegno e colore nella scuola di Pompeo Ghitti a Brescia, in quella di Lorenzo Pasinelli a Bologna e in quella del Baciccio a Roma, un vero e proprio itinerario attraverso le accademie dell'Italia centrale che lo arricchì tanto da tornare in patria, secondo Giovanni Battista Carboni (1776), "copioso d'idee, facile e pronto nell'inventare che era tarda la mano alla Fantasia".
Tale viaggio formativo deve considerarsi concluso entro il 1703, anno di esecuzione degli affreschi nel chiostro della chiesa di San Clemente a Brescia. Risulta però molto difficile indagare sull'attività giovanile del Cappello, sia perché le sue opere sono completamente assenti nelle guide di Francesco Paglia e di Giulio Antonio Averoldi, entrambe edite prima del suo ritorno a Brescia, sia perché la sua produzione presenta, nel complesso, caratteri molto unitari.
Nel resto della sua produzione si occupa principalmente di affreschi, lavorando nei principali monasteri della città (san Clemente, chiesa di San Giuseppe, Santa Maria del Carmine), decorando chiostri e cappelle. In San Giuseppe lascia anche opere su tela, in particolare il monumentale ciclo di teleri per il presbiterio, per la maggior parte perduto, mentre alcune tele a lui attribuibili si trovano in altre chiese bresciane.
Muore all'interno della parrocchia della chiesa di Sant'Afra: sull'atto di morte, giunto fino a noi, è definito come "Sig. Dotto Fisico Gio. Ant.o Cappello", dove l'appellativo lascia intendere che, accanto alla pittura, approfondì anche il campo della fisica, cosa d'altronde non nuova tra i suoi contemporanei. Nulla di questo suo secondario impegno, però, è noto alla storiografia.

## Stile

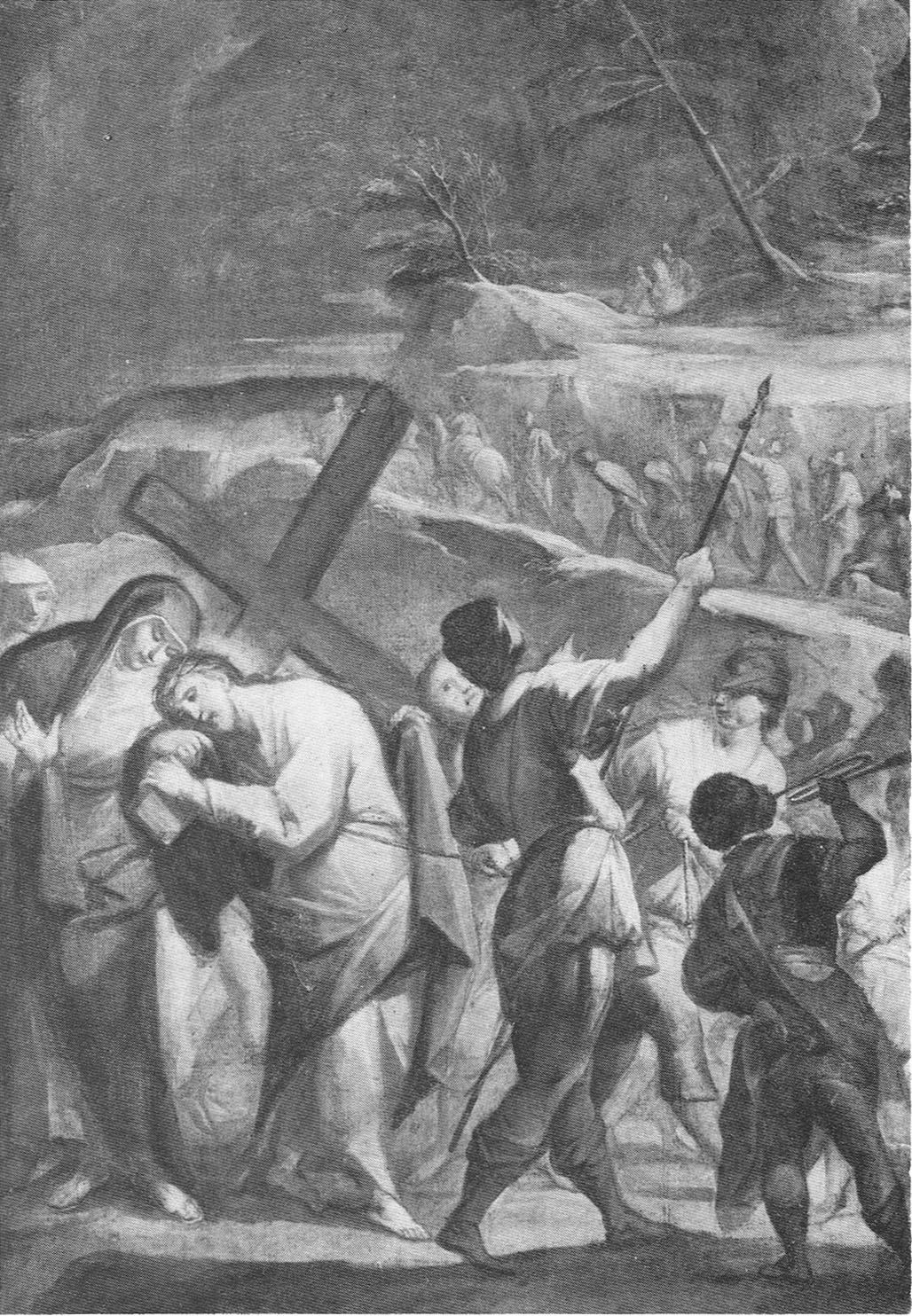
Giovanni Antonio Cappello, Gesù incontra la madre, stazione della Via Crucis di San Giuseppe, 1713, chiesa di San Giuseppe, Brescia.

Una traccia dell'operato giovanile è forse nel San Benedetto in gloria affrescato sulla volta dello scalone del monastero dei Santi Faustino e Giovita, che mostra strette affinità con i modi del Ghitti. Dopo questo iniziale capitolo, il pittore mostra un fare compositivo e coloristico sempre più sciolto, impegnato a raccontare gli episodi tramite una folla gremita, con un modo di panneggiare a zig-zag su gruppi di figure atteggiate in torsioni, il tutto orientato su accostamenti di sapore tardo manieristico mentre le esperienze bolognesi e romane diventano progressivamente solo un vago ricordo.
Bruno Passamani, nel 1964, lo colloca tra i pittori di transizione, soprattutto perché la consistente quantità della sua produzione non diede mai una rispettiva qualità, tale da soddisfare appieno le committenze. A Giovanni Antonio Cappello non è attribuibile alcun spunto innovatore o, perlomeno, sapientemente meditato nelle sue grandi scene teatrali che, per tutta la sua vita, dimostrò di saper approntare in maniera facile e suggestiva.
È ancora il Passamani, nel 1975, a fornire un preciso catalogo della sua produzione, sottolineando come il Cappello si proponga, senza però riuscirvi, di "risolvere in maggiore libertà le macchine decorative della corrente quadraturistica facente capo a Tommaso Sandrino e Pietro Antonio Sorisene". Nelle sue opere, infatti, manca infatti l'ampio respiro degli immensi cieli strabordanti dalle architetture composti dal Baciccia nei soffitti romani, che pure il Cappello tenterà sempre di replicare.

## Opere
La sua attività si concentra soprattutto sulla produzione di affreschi, ma in numerose chiese bresciane si trovano anche produzioni su tela.
- Affreschi nel chiostro della chiesa di San Clemente, 1703.
- Affreschi nella chiesa parrocchiale di Cedegolo, 1704.
- Affreschi nella cappella del battistero della chiesa di San Clemente, 1703.
- Affreschi nel chiostro della chiesa di San Giuseppe, 1713.
- Via Crucis di San Giuseppe, chiesa di San Giuseppe, 1713.
- Affreschi nel chiostro della Santa Maria del Carmine, 1715.
- Pala di San Giuseppe, chiesa di San Giuseppe, 1719.
- Affreschi nella quinta e sesta cappella della chiesa di Santa Maria del Carmine, 1722.
- Affreschi nella seconda cappella della chiesa di Santa Maria del Carmine, 1724.
- Epifania, chiesa di San Francesco d'Assisi.
- Martirio di sant'Agata, chiesa di Sant'Agata.